# Blackwell (serie)
Blackwell è una serie di avventure grafiche ideata da David Gilbert.
Il primo videogioco della serie è Bestowers of Eternity. Realizzato con Adventure Game Studio, il gioco introduce i personaggi di Rosangela Blackwell e Joey Mallone. Il titolo è stato successivamente modificato e trasformato in The Blackwell Legacy, pubblicato nel 2006 da Wadjet Eye Games.
La serie è composta da cinque titoli:
- The Blackwell Legacy (2006)
- Blackwell Unbound (2007)
- The Blackwell Convergence (2009)
- The Blackwell Deception (2011)
- The Blackwell Epiphany (2014)

Nel 2012 Steam ha distribuito una raccolta dei primi quattro titoli denominata Blackwell Bundle.

## Titoli

### The Blackwell Legacy
Legacy è il remake, profondamente rimaneggiato nel comparto audiovisivo e negli enigmi, dell'avventura Bestowers of Eternity. Secondo Gilbert, il primo titolo aveva il difetto di essere troppo ambizioso: l'ambientazione arrivava a comprendere 80 stanze e la storia si svolgeva nell'arco di 4 giorni. La protagonista di Legacy è Rosangela Blackwell, una donna di 30 anni molto timida ed introversa. Alla morte della zia Lauren, che aveva passato gli ultimi 25 anni in un ospedale psichiatrico, Rosangela scopre di essere una medium capace di aiutare le anime tormentate ad andare oltre. In questo è aiutata dallo spirito guida della famiglia Blackwell, il fantasma Joey Mallone.

### Blackwell Unbound
Il secondo titolo della serie è in realtà un prequel, che vede protagonisti Joey Mallone e Lauren Blackwell, la zia di Rosangela. Gli eventi si svolgono pochi mesi prima della nascita di Rosangela. In questo episodio emerge chiaramente il forte legame che legava Joey e Lauren prima che quest'ultima perdesse la ragione. Nel commento audio al videogioco, Gilbert afferma che tale episodio doveva inizialmente essere incluso in Convergence come una serie di flashback. Temendo però che il gioco si sarebbe rivelato troppo complesso e la produzione avrebbe richiesto tempi molto lunghi, l'autore decise di svilupparlo come titolo a sé stante. Nel 2008 è stato nominato agli AGS Awards per la miglior storia ed ha vinto il premio per la musica.